# Zenon Brudkiewicz
Zenon Brudkiewicz (ur. 16 maja 1913 w Kościanie, zm. w 1940 w Kalininie) – harcerz, działacz harcerski, posterunkowy Policji Państwowej, ofiara zbrodni katyńskiej.
Syn Stanisława i Stanisławy (z domu Łączna). W 1924 roku wstąpił do drużyny harcerskiej im. Tadeusza Kościuszki w Kościanie. W 1931 roku uzyskał dyplom czeladnika w zakresie blacharstwa. Od 28 sierpnia 1937 roku w Policji Państwowej. 1 sierpnia 1938 roku ukończył szkołę policyjną w Wielkich Mostach. W 1939 roku był posterunkowym w Grudusku koło Mławy. Po 17 września 1939 roku dostał się w nieznanych okolicznościach do niewoli sowieckiej. 1 stycznia 1940 roku wysłał kartkę pocztową z obozu jenieckiego w Ostaszkowie. Figurował na liście wysyłkowej z Ostaszkowa z dnia 20 kwietnia 1940. Dokładna data śmierci nie jest znana.

## Awans pośmiertny i upamiętnienie
4 października 2007 roku pośmiertnie awansowany na stopień aspiranta Policji Państwowej. W 2009 roku w ramach programu „KATYŃ… ocalić od zapomnienia” w gminie Grudusk w powiecie ciechanowskim posadzono Dąb Pamięci poświęcony Zenonowi Brudkiewiczowi. W 2010 roku w Kościanie opublikowano listę ofiar zbrodni katyńskiej związanych z tym miastem, tzw. kościańską listę katyńską; figuruje na niej również Zenon Brudkiewicz. 

## Odznaczenia
- Krzyż Kampanii Wrześniowej 1939 r. - 1 stycznia 1986 (pośmiertnie)[7]